# Resolució 2012 del Consell de Seguretat de les Nacions Unides
La Resolució 2012 del Consell de Seguretat de les Nacions Unides fou adoptada per unanimitat el 14 d'octubre de 2011. Després de reconèixer que la situació de seguretat a Haití havia millorat després del terratrèmol de 2010, el Consell va ampliar el mandat de la Missió d'Estabilització de les Nacions Unides a Haití (MINUSTAH) durant un any fins al 15 d'octubre de 2012 i va ajustar les seves capacitats de força, que aleshores constava de 7.340 soldats de tots els rangs i un component policial de 3.241, reduint-la en 1.600 soldats i 1.150 policies gradualment fins a juliol de 2012, de conformitat amb les recomanacions del paràgraf 50 de l'informe del Secretari General de les Nacions Unides sobre el treball de la Missió (document S/2011/540).